# Ruffigné
Ruffigné es una comuna francesa situada en el departamento de Loira Atlántico, en la región de Países del Loira.

## Demografía
| 806 | 723 | 684 | 671 | 624 | 603 | 705 |
| Para los censos de 1962 a 1999 la población legal corresponde a la población sin duplicidades (Fuente: INSEE [Consultar]) |     |     |     |     |     |     |